# Solkaktussläktet
Solkaktussläktet (Disocactus) är ett mångformigt växtsläkte inom familjen kaktusväxter som innehåller både epifytiska och litofytiska arter.

## Beskrivning
Stammar ribbade till platta eller bladlika stammar. Areolerna kan ha taggar, men de saknas helt hos andra arter. Blommorna varierar i storlek och form. De är dagblommande och vanligen klart färgade i rött till orange eller rosa, men andra färger förekommer också. Ståndarna sitter i två rader. Frukten är bärliknande.

## Förekomst
Arter av detta släkte finner man i Mexiko och Centralamerika.

## Systematik
Släktet står Epiphyllum och Pseudorhipsalis nära. Skiljs från Epiphyllum genom att blommorna slår ut på dagen, Epiphyllum är nattblommare. Pseudorhipsalis har en krans ståndare, Disocactus två. 
Detta mångformiga släkte har tidigare varit uppdelat i en mängd mindre släkten vilka numera samlats under Disocactus för att få en mer hållbar systematik. Mellan extremerna i släktet, ormkaktus (D. flagelliformis) och D. quetzaltecus, finns en jämn ström av övergångsformer som gör indelning i flera, mindre släkten svår.

## Odling
Flertalet arter är lättodlade. De behöver en väldränerad, humusrik jord och riklig tillgång på vatten under sommaren. Ljus placering är viktig, arter med taggar och ribbade stammar kräver sol. De övervintras svalt och ljust och minimitemperaturen bör vara ca 10°C. Arter med ribbade stammar vill ha torrare övervintring än arter med platta stammar.

## Hybrider
Solkaktusar korsar sig lätt med andra arter, både inom det egna släktet och med arter i andra släkten. Flera av släktets arter har använts flitigt för att få fram de så kallade bladkaktusarna, som på engelska ofta kallas "Orchid Cacti" (orkidékaktusar). En annan kategori hybrider har ribbade stammar och kallas "Rat Tail Cacti" (råttsvanskaktusar).

## Synonymer
- Aporocactus Lem. 1860
- Heliocereus (A.Berger) Britt.&Rose 1909
- Chiapasia Britt.&Rose 1923
- Nopalxochia Britt.&Rose 1923
- Bonifazia Standley&Steyermark 1944
- Lobeira Alexander 1944
- Pseodonopalxochia Backeb. 1958